# Riserva naturale Isola Boschina
La riserva naturale Isola Boschina è un'area naturale protetta situata nell'alveo del fiume Po, in provincia di Mantova nel territorio del comune di Ostiglia, istituita con decreto del Consiglio regionale nº 1966 del 6 marzo 1985.

## Storia e territorio
L'isola si formò nel corso del XVII secolo in seguito al depositarsi di materiale sabbioso che inizialmente costituì alcuni isolotti che con il tempo si riunirono in un corpo unico. Come isola di nuova formazione, per un'antica concessione imperiale, l'isola entrò a far parte delle proprietà del vescovo di Mantova che le affidava in feudo a famiglie nobili mantovane, la più nota quella dei Gonzaga di Vescovato. Divenuta proprietà privata di una di queste famiglie, passò a diversi proprietari tra cui l'Opera Pia Ospedale Civile di Ostiglia ed infine acquisita al demanio della Regione Lombardia nel 1987. 
L'isola Boschina è situata a valle del restringimento del Po sul lato meno colpito dall'erosione della corrente, preservandola da un'esistenza effimera, tipica delle isole fluviali principalmente formate da sedimenti sabbiosi. Estesa circa 38 ettari, è lunga 1500 metri ed è larga per un massimo di 400 metri. È a 18 m sul livello del mare.
Fu sempre parzialmente utilizzata per attività agricole fino a quando, nel secondo dopoguerra, si impose la pioppicoltura che portò alla quasi sparizione del bosco naturale. Solo con l'istituzione della riserva naturale iniziò una lenta rinaturalizzazione del territorio dell'isola che riuscì a conservare ed estendere quanto rimasto del bosco planiziale.